# Markthalle (Ébreuil)

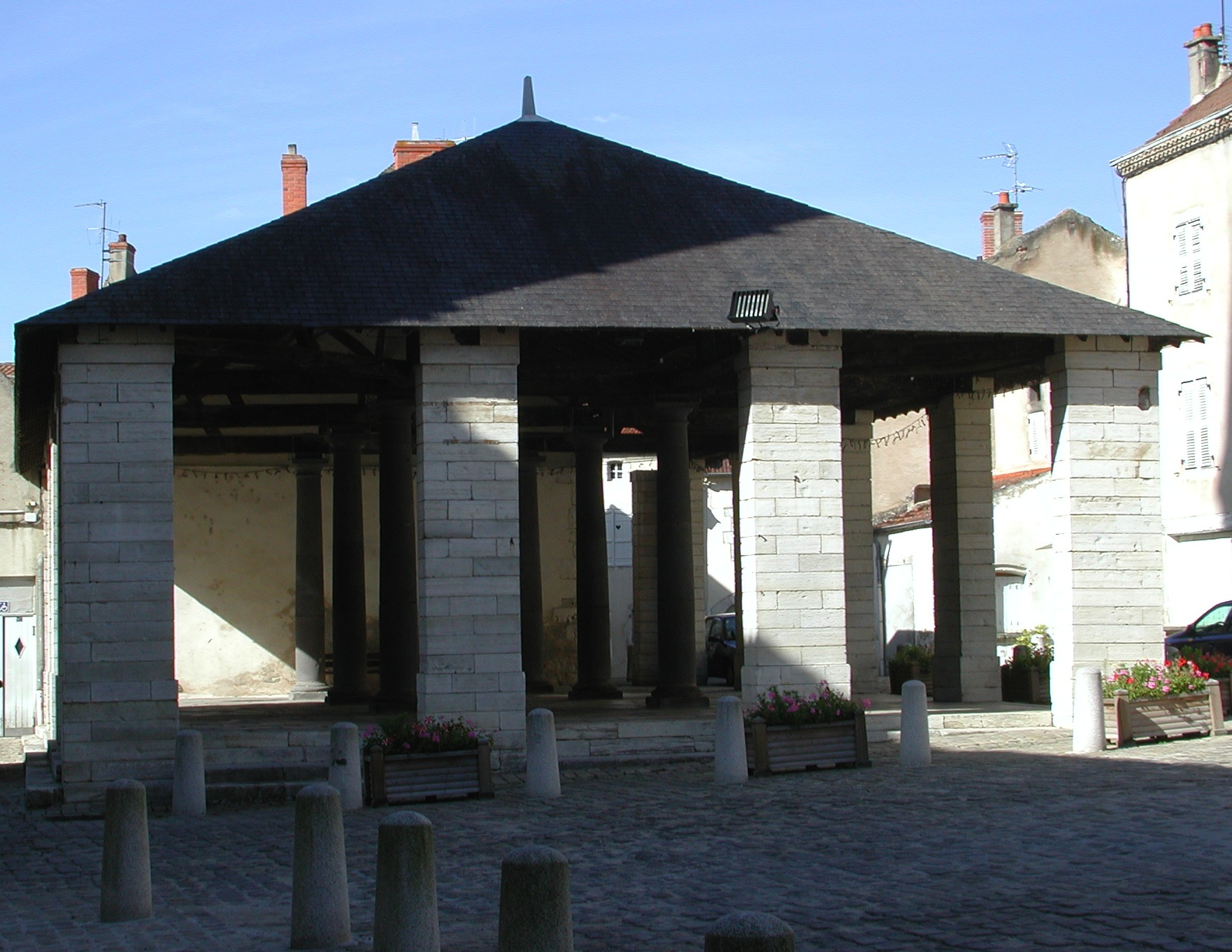
Markthalle in Ébreuil

Die Markthalle in Ébreuil, einer französischen Gemeinde im Département Allier in der Region Auvergne-Rhône-Alpes, wurde Anfang des 19. Jahrhunderts errichtet. Die Markthalle zwischen dem Place de l’Église und der Rue de la Halle steht seit 1971 als Monument historique auf der Liste der Baudenkmäler in Frankreich.
Das rechteckige Gebäude, leicht erhöht zum Straßenniveau, grenzt an der westlichen Seite an ein Wohnhaus. An den drei anderen Seiten ist es geöffnet und wird von Steinpfeilern gestützt. Im inneren gibt es weitere hölzerne Stützen, die die Dachkonstruktion tragen und die Halle in drei Schiffe unterteilen.